# 안산 레이크타운 푸르지오
안산 레이크타운 푸르지오(영어: Ansan Laketown Prugio) 또는 레이크타운 푸르지오(영어: Laketown Prugio)는 대한민국 경기도 안산시 단원구 고잔신도시 고잔동 광덕동로 25에 위치한 초고층 고급 아파트이다. 세대수는 1,569세대이다.
시행사인 안산시가 랜드마크 건축물을 목적으로 대우건설을 시공사로 선정, 2012년 12월 착공해 2016년 2월 완공되었다

## 구성
안산 레이크타운 푸르지오는 초고층 아파트로 11개동과 지상 최고 43층, 지하 2층으로 구성되어 있다.
| 동 명칭 | 층수 | 높이 |
| ------- | ---- | ---- |
| 106동   | 43층 | 150m |
| 107동   | 43층 | 150m |
| 108동   | 43층 | 150m |

## 특징
팬트하우스, 게스트하우스등 안산에서는 고급 생활인프라를 도입한 아파트다.

## 시설
안산 레이크타운 푸르지오의 초고층 아파트에는 게스트하우스, 안산 미디어라이브러리, 실내골프연습장등이 있으며, 평면은 85m2A, 110m2A, 110m2C, 113m2E, 113m2B, 114m2F, 114m2D,  130m2, 139m2 152m2, 164m2, 168m2으로 구성되어 있다. 아파트는 최고 43층 1,569세대로 구성되어 있고 106,107,108동 옥상에는 헬기착륙장이 있다.
또한, 입주이후에는 지하주차장이 광범위 함에 따라 입주민의 주차 편의를 돕고자 지하1층 주차장에 주차유도시스템을 설치하였으며, 추가적으로 지하2층 주차장까지 확장 적용하였다.

## 수상작
- 2017 안산관광사진 전국공모전 수상작 가작 김덕근 "아름다운 녹색도시"
- 2017 안산관광사진 전국공모전 수상작 가작 전석금 "레이크타운 푸르지오 별 일주"

## 사건 및 사고
2016년 7월 19일 오후 고잔동 안산 레이크타운 푸르지오 아파트에 전력공급이 중단돼 주민들이 큰 불편을 겪었다. 주민들에 따르면 이날 오후 9시가 넘어 아파트 6개동에 갑작스레 정전이 발생해 엘리베이터를 이용하던 주민들이 갇혀 긴급 출동한 소방대원들에 구조되기도 했다. 또 이날 정전으로 주민들은 최고 지상 43층인 아파트를 계단을 이용해야 하는 불편을 겪었는가 하면 에어컨과 선풍기를 틀지 못해 무더위로 이중고를 겪었다. 아파트 관계자는 “복구작업을 진행했지만 아직 정확한 정전원인은 알 수 없기 때문에 원인조사를 하고 있다”고 밝혔다.
이후에 확인된 결과로는, 최초 입주시점의 (주)대우측에서 아파트 지하에 설치되어 있는 메인 변압기의 전력허용량을 잘못 설정하였고(입주전의 전력 테스트 최소 수치), 갑작스런 폭염에 에어컨 가동 및 전력량이 급증하면서 이 허용량을 뛰어넘게 되자 발전기의 가동이 멈추게 되었다. 당시 아파트내에는 긴급자가발전설비가 갖춰있기에 엘리베이터는 가동되어야 했으나(비상용), 이 또한 변압기의 전력허용량 초과로 인하여 긴급자가발전설비 또한
가동이 되다 멈추는 현상이 반복되었다.
이 사고를 빌어, (주)대우측에서는 과실을 인정하고 설치되어 있지 않는 항목의 긴급자가설비체계를 추가 구축하여 설치하였다.

## 학구
- 안산양지초등학교

## 같이 보기
- 대한민국의 마천루 목록
- 경기도의 마천루 목록
- 대우건설
- 푸르지오
- 그랑시티자이